# Ochrophyte
Ochrophytes su grupa uglavnom fotosintetskih stramenopila (heterokonta), smeštenih ili u razdeo Ochrophyta ili podrazdeo Ochrophytina. Njihov plastid je poreklom od crvenih algi.
Klasifikacija grupe se još razvija. Prvobitno, okrofiti su smatrani razdelom koji se naziva Ochrophyta. Neki autori su ga podelili na dva podrayreda, Phaeista Cavalier-Smith 1995 (koji obuhvata Hypogyristea i Chrysista u nekim klasifikacijama, ili Limnista i Marista u drugima) i Khakista Cavalier-Smith, 2000 (sadrži Bolidophyceae i silikatne alge).

## Filogenija
Kladogram ispod prikazuje evolutivne odnose između svih klasa okrofita. Zasnovan je na najnovijim filogenetskim analizama:
|  | \| \| Xanthophyceae – žutozelene alge Allorge ex Fritsch 1935 \| \| \| \| \| \| Chrysoparadoxophyceae Wetherbee et al. 2019 \| \| \| \| |
|  | |
|  | Phaeosacciophyceae R.A.Andersen, L.Graf & H.S.Yoon 2020                                                                                 |
|  | |
|  | Xanthophyceae – žutozelene alge Allorge ex Fritsch 1935                                                                                 |
|  | |
|  | Chrysoparadoxophyceae Wetherbee et al. 2019                                                                                             |
|  | |

|  | Xanthophyceae – žutozelene alge Allorge ex Fritsch 1935 |
|  |                                                         |
|  | Chrysoparadoxophyceae Wetherbee et al. 2019             |
|  |                                                         |

|  | Schizocladiophyceae Henry, Okuda & Kawai 2003 |
|  |                                               |
|  | Phaeophyceae – smeđe alge Kjellman 1891       |
|  |                                               |

|  | \| \| Xanthophyceae – žutozelene alge Allorge ex Fritsch 1935 \| \| \| \| \| \| Chrysoparadoxophyceae Wetherbee et al. 2019 \| \| \| \| |
|  | |
|  | Phaeosacciophyceae R.A.Andersen, L.Graf & H.S.Yoon 2020                                                                                 |
|  | |
|  | Xanthophyceae – žutozelene alge Allorge ex Fritsch 1935                                                                                 |
|  | |
|  | Chrysoparadoxophyceae Wetherbee et al. 2019                                                                                             |
|  | |

|  | Xanthophyceae – žutozelene alge Allorge ex Fritsch 1935 |
|  |                                                         |
|  | Chrysoparadoxophyceae Wetherbee et al. 2019             |
|  |                                                         |

|  | Schizocladiophyceae Henry, Okuda & Kawai 2003 |
|  |                                               |
|  | Phaeophyceae – smeđe alge Kjellman 1891       |
|  |                                               |

|  | \| \| Xanthophyceae – žutozelene alge Allorge ex Fritsch 1935 \| \| \| \| \| \| Chrysoparadoxophyceae Wetherbee et al. 2019 \| \| \| \| |
|  | |
|  | Phaeosacciophyceae R.A.Andersen, L.Graf & H.S.Yoon 2020                                                                                 |
|  | |
|  | Xanthophyceae – žutozelene alge Allorge ex Fritsch 1935                                                                                 |
|  | |
|  | Chrysoparadoxophyceae Wetherbee et al. 2019                                                                                             |
|  | |

|  | Xanthophyceae – žutozelene alge Allorge ex Fritsch 1935 |
|  |                                                         |
|  | Chrysoparadoxophyceae Wetherbee et al. 2019             |
|  |                                                         |

|  | Schizocladiophyceae Henry, Okuda & Kawai 2003 |
|  |                                               |
|  | Phaeophyceae – smeđe alge Kjellman 1891       |
|  |                                               |

|  | \| \| Xanthophyceae – žutozelene alge Allorge ex Fritsch 1935 \| \| \| \| \| \| Chrysoparadoxophyceae Wetherbee et al. 2019 \| \| \| \| |
|  | |
|  | Phaeosacciophyceae R.A.Andersen, L.Graf & H.S.Yoon 2020                                                                                 |
|  | |
|  | Xanthophyceae – žutozelene alge Allorge ex Fritsch 1935                                                                                 |
|  | |
|  | Chrysoparadoxophyceae Wetherbee et al. 2019                                                                                             |
|  | |

|  | Xanthophyceae – žutozelene alge Allorge ex Fritsch 1935 |
|  |                                                         |
|  | Chrysoparadoxophyceae Wetherbee et al. 2019             |
|  |                                                         |

|  | Schizocladiophyceae Henry, Okuda & Kawai 2003 |
|  |                                               |
|  | Phaeophyceae – smeđe alge Kjellman 1891       |
|  |                                               |

|  | \| \| Xanthophyceae – žutozelene alge Allorge ex Fritsch 1935 \| \| \| \| \| \| Chrysoparadoxophyceae Wetherbee et al. 2019 \| \| \| \| |
|  | |
|  | Phaeosacciophyceae R.A.Andersen, L.Graf & H.S.Yoon 2020                                                                                 |
|  | |
|  | Xanthophyceae – žutozelene alge Allorge ex Fritsch 1935                                                                                 |
|  | |
|  | Chrysoparadoxophyceae Wetherbee et al. 2019                                                                                             |
|  | |

|  | Xanthophyceae – žutozelene alge Allorge ex Fritsch 1935 |
|  |                                                         |
|  | Chrysoparadoxophyceae Wetherbee et al. 2019             |
|  |                                                         |

|  | Schizocladiophyceae Henry, Okuda & Kawai 2003 |
|  |                                               |
|  | Phaeophyceae – smeđe alge Kjellman 1891       |
|  |                                               |

|  | \| \| Xanthophyceae – žutozelene alge Allorge ex Fritsch 1935 \| \| \| \| \| \| Chrysoparadoxophyceae Wetherbee et al. 2019 \| \| \| \| |
|  | |
|  | Phaeosacciophyceae R.A.Andersen, L.Graf & H.S.Yoon 2020                                                                                 |
|  | |
|  | Xanthophyceae – žutozelene alge Allorge ex Fritsch 1935                                                                                 |
|  | |
|  | Chrysoparadoxophyceae Wetherbee et al. 2019                                                                                             |
|  | |

|  | Xanthophyceae – žutozelene alge Allorge ex Fritsch 1935 |
|  |                                                         |
|  | Chrysoparadoxophyceae Wetherbee et al. 2019             |
|  |                                                         |

|  | Schizocladiophyceae Henry, Okuda & Kawai 2003 |
|  |                                               |
|  | Phaeophyceae – smeđe alge Kjellman 1891       |
|  |                                               |

|  | \| \| Xanthophyceae – žutozelene alge Allorge ex Fritsch 1935 \| \| \| \| \| \| Chrysoparadoxophyceae Wetherbee et al. 2019 \| \| \| \| |
|  | |
|  | Phaeosacciophyceae R.A.Andersen, L.Graf & H.S.Yoon 2020                                                                                 |
|  | |
|  | Xanthophyceae – žutozelene alge Allorge ex Fritsch 1935                                                                                 |
|  | |
|  | Chrysoparadoxophyceae Wetherbee et al. 2019                                                                                             |
|  | |

|  | Xanthophyceae – žutozelene alge Allorge ex Fritsch 1935 |
|  |                                                         |
|  | Chrysoparadoxophyceae Wetherbee et al. 2019             |
|  |                                                         |

|  | Schizocladiophyceae Henry, Okuda & Kawai 2003 |
|  |                                               |
|  | Phaeophyceae – smeđe alge Kjellman 1891       |
|  |                                               |

|  | \| \| Xanthophyceae – žutozelene alge Allorge ex Fritsch 1935 \| \| \| \| \| \| Chrysoparadoxophyceae Wetherbee et al. 2019 \| \| \| \| |
|  | |
|  | Phaeosacciophyceae R.A.Andersen, L.Graf & H.S.Yoon 2020                                                                                 |
|  | |
|  | Xanthophyceae – žutozelene alge Allorge ex Fritsch 1935                                                                                 |
|  | |
|  | Chrysoparadoxophyceae Wetherbee et al. 2019                                                                                             |
|  | |

|  | Xanthophyceae – žutozelene alge Allorge ex Fritsch 1935 |
|  |                                                         |
|  | Chrysoparadoxophyceae Wetherbee et al. 2019             |
|  |                                                         |

|  | Schizocladiophyceae Henry, Okuda & Kawai 2003 |
|  |                                               |
|  | Phaeophyceae – smeđe alge Kjellman 1891       |
|  |                                               |

|  | \| \| Chrysophyceae – zlatne alge Pascher 1914 \| \| \| \| \| \| Synchromophyceae Horn et al. 2007 \| \| \| \| |
|  | |
|  | Eustigmatophyceae Hibberd & Leedale 1971                                                                       |
|  | |
|  | Chrysophyceae – zlatne alge Pascher 1914                                                                       |
|  | |
|  | Synchromophyceae Horn et al. 2007                                                                              |
|  | |

|  | Chrysophyceae – zlatne alge Pascher 1914 |
|  |                                          |
|  | Synchromophyceae Horn et al. 2007        |
|  |                                          |

|  | \| \| Chrysophyceae – zlatne alge Pascher 1914 \| \| \| \| \| \| Synchromophyceae Horn et al. 2007 \| \| \| \| |
|  | |
|  | Eustigmatophyceae Hibberd & Leedale 1971                                                                       |
|  | |
|  | Chrysophyceae – zlatne alge Pascher 1914                                                                       |
|  | |
|  | Synchromophyceae Horn et al. 2007                                                                              |
|  | |

|  | Chrysophyceae – zlatne alge Pascher 1914 |
|  |                                          |
|  | Synchromophyceae Horn et al. 2007        |
|  |                                          |

|  | \| \| Xanthophyceae – žutozelene alge Allorge ex Fritsch 1935 \| \| \| \| \| \| Chrysoparadoxophyceae Wetherbee et al. 2019 \| \| \| \| |
|  | |
|  | Phaeosacciophyceae R.A.Andersen, L.Graf & H.S.Yoon 2020                                                                                 |
|  | |
|  | Xanthophyceae – žutozelene alge Allorge ex Fritsch 1935                                                                                 |
|  | |
|  | Chrysoparadoxophyceae Wetherbee et al. 2019                                                                                             |
|  | |

|  | Xanthophyceae – žutozelene alge Allorge ex Fritsch 1935 |
|  |                                                         |
|  | Chrysoparadoxophyceae Wetherbee et al. 2019             |
|  |                                                         |

|  | Schizocladiophyceae Henry, Okuda & Kawai 2003 |
|  |                                               |
|  | Phaeophyceae – smeđe alge Kjellman 1891       |
|  |                                               |

|  | \| \| Xanthophyceae – žutozelene alge Allorge ex Fritsch 1935 \| \| \| \| \| \| Chrysoparadoxophyceae Wetherbee et al. 2019 \| \| \| \| |
|  | |
|  | Phaeosacciophyceae R.A.Andersen, L.Graf & H.S.Yoon 2020                                                                                 |
|  | |
|  | Xanthophyceae – žutozelene alge Allorge ex Fritsch 1935                                                                                 |
|  | |
|  | Chrysoparadoxophyceae Wetherbee et al. 2019                                                                                             |
|  | |

|  | Xanthophyceae – žutozelene alge Allorge ex Fritsch 1935 |
|  |                                                         |
|  | Chrysoparadoxophyceae Wetherbee et al. 2019             |
|  |                                                         |

|  | Schizocladiophyceae Henry, Okuda & Kawai 2003 |
|  |                                               |
|  | Phaeophyceae – smeđe alge Kjellman 1891       |
|  |                                               |

|  | \| \| Xanthophyceae – žutozelene alge Allorge ex Fritsch 1935 \| \| \| \| \| \| Chrysoparadoxophyceae Wetherbee et al. 2019 \| \| \| \| |
|  | |
|  | Phaeosacciophyceae R.A.Andersen, L.Graf & H.S.Yoon 2020                                                                                 |
|  | |
|  | Xanthophyceae – žutozelene alge Allorge ex Fritsch 1935                                                                                 |
|  | |
|  | Chrysoparadoxophyceae Wetherbee et al. 2019                                                                                             |
|  | |

|  | Xanthophyceae – žutozelene alge Allorge ex Fritsch 1935 |
|  |                                                         |
|  | Chrysoparadoxophyceae Wetherbee et al. 2019             |
|  |                                                         |

|  | Schizocladiophyceae Henry, Okuda & Kawai 2003 |
|  |                                               |
|  | Phaeophyceae – smeđe alge Kjellman 1891       |
|  |                                               |

|  | \| \| Xanthophyceae – žutozelene alge Allorge ex Fritsch 1935 \| \| \| \| \| \| Chrysoparadoxophyceae Wetherbee et al. 2019 \| \| \| \| |
|  | |
|  | Phaeosacciophyceae R.A.Andersen, L.Graf & H.S.Yoon 2020                                                                                 |
|  | |
|  | Xanthophyceae – žutozelene alge Allorge ex Fritsch 1935                                                                                 |
|  | |
|  | Chrysoparadoxophyceae Wetherbee et al. 2019                                                                                             |
|  | |

|  | Xanthophyceae – žutozelene alge Allorge ex Fritsch 1935 |
|  |                                                         |
|  | Chrysoparadoxophyceae Wetherbee et al. 2019             |
|  |                                                         |

|  | Schizocladiophyceae Henry, Okuda & Kawai 2003 |
|  |                                               |
|  | Phaeophyceae – smeđe alge Kjellman 1891       |
|  |                                               |

|  | \| \| Xanthophyceae – žutozelene alge Allorge ex Fritsch 1935 \| \| \| \| \| \| Chrysoparadoxophyceae Wetherbee et al. 2019 \| \| \| \| |
|  | |
|  | Phaeosacciophyceae R.A.Andersen, L.Graf & H.S.Yoon 2020                                                                                 |
|  | |
|  | Xanthophyceae – žutozelene alge Allorge ex Fritsch 1935                                                                                 |
|  | |
|  | Chrysoparadoxophyceae Wetherbee et al. 2019                                                                                             |
|  | |

|  | Xanthophyceae – žutozelene alge Allorge ex Fritsch 1935 |
|  |                                                         |
|  | Chrysoparadoxophyceae Wetherbee et al. 2019             |
|  |                                                         |

|  | Schizocladiophyceae Henry, Okuda & Kawai 2003 |
|  |                                               |
|  | Phaeophyceae – smeđe alge Kjellman 1891       |
|  |                                               |

|  | \| \| Xanthophyceae – žutozelene alge Allorge ex Fritsch 1935 \| \| \| \| \| \| Chrysoparadoxophyceae Wetherbee et al. 2019 \| \| \| \| |
|  | |
|  | Phaeosacciophyceae R.A.Andersen, L.Graf & H.S.Yoon 2020                                                                                 |
|  | |
|  | Xanthophyceae – žutozelene alge Allorge ex Fritsch 1935                                                                                 |
|  | |
|  | Chrysoparadoxophyceae Wetherbee et al. 2019                                                                                             |
|  | |

|  | Xanthophyceae – žutozelene alge Allorge ex Fritsch 1935 |
|  |                                                         |
|  | Chrysoparadoxophyceae Wetherbee et al. 2019             |
|  |                                                         |

|  | Schizocladiophyceae Henry, Okuda & Kawai 2003 |
|  |                                               |
|  | Phaeophyceae – smeđe alge Kjellman 1891       |
|  |                                               |

|  | \| \| Xanthophyceae – žutozelene alge Allorge ex Fritsch 1935 \| \| \| \| \| \| Chrysoparadoxophyceae Wetherbee et al. 2019 \| \| \| \| |
|  | |
|  | Phaeosacciophyceae R.A.Andersen, L.Graf & H.S.Yoon 2020                                                                                 |
|  | |
|  | Xanthophyceae – žutozelene alge Allorge ex Fritsch 1935                                                                                 |
|  | |
|  | Chrysoparadoxophyceae Wetherbee et al. 2019                                                                                             |
|  | |

|  | Xanthophyceae – žutozelene alge Allorge ex Fritsch 1935 |
|  |                                                         |
|  | Chrysoparadoxophyceae Wetherbee et al. 2019             |
|  |                                                         |

|  | Schizocladiophyceae Henry, Okuda & Kawai 2003 |
|  |                                               |
|  | Phaeophyceae – smeđe alge Kjellman 1891       |
|  |                                               |

|  | \| \| Xanthophyceae – žutozelene alge Allorge ex Fritsch 1935 \| \| \| \| \| \| Chrysoparadoxophyceae Wetherbee et al. 2019 \| \| \| \| |
|  | |
|  | Phaeosacciophyceae R.A.Andersen, L.Graf & H.S.Yoon 2020                                                                                 |
|  | |
|  | Xanthophyceae – žutozelene alge Allorge ex Fritsch 1935                                                                                 |
|  | |
|  | Chrysoparadoxophyceae Wetherbee et al. 2019                                                                                             |
|  | |

|  | Xanthophyceae – žutozelene alge Allorge ex Fritsch 1935 |
|  |                                                         |
|  | Chrysoparadoxophyceae Wetherbee et al. 2019             |
|  |                                                         |

|  | Schizocladiophyceae Henry, Okuda & Kawai 2003 |
|  |                                               |
|  | Phaeophyceae – smeđe alge Kjellman 1891       |
|  |                                               |

|  | \| \| Chrysophyceae – zlatne alge Pascher 1914 \| \| \| \| \| \| Synchromophyceae Horn et al. 2007 \| \| \| \| |
|  | |
|  | Eustigmatophyceae Hibberd & Leedale 1971                                                                       |
|  | |
|  | Chrysophyceae – zlatne alge Pascher 1914                                                                       |
|  | |
|  | Synchromophyceae Horn et al. 2007                                                                              |
|  | |

|  | Chrysophyceae – zlatne alge Pascher 1914 |
|  |                                          |
|  | Synchromophyceae Horn et al. 2007        |
|  |                                          |

|  | \| \| Chrysophyceae – zlatne alge Pascher 1914 \| \| \| \| \| \| Synchromophyceae Horn et al. 2007 \| \| \| \| |
|  | |
|  | Eustigmatophyceae Hibberd & Leedale 1971                                                                       |
|  | |
|  | Chrysophyceae – zlatne alge Pascher 1914                                                                       |
|  | |
|  | Synchromophyceae Horn et al. 2007                                                                              |
|  | |

|  | Chrysophyceae – zlatne alge Pascher 1914 |
|  |                                          |
|  | Synchromophyceae Horn et al. 2007        |
|  |                                          |

|  | Dictyochophyceae Silva 1980        |
|  |                                    |
|  | Pinguiophyceae Kawachi et al. 2002 |
|  |                                    |

|  | Bolidophyceae Guillou & Chretiennot-Dinet 1999   |
|  |                                                  |
|  | Bacillariophyceae – Silikatne alge Dangeard 1933 |
|  |                                                  |

|  | Dictyochophyceae Silva 1980        |
|  |                                    |
|  | Pinguiophyceae Kawachi et al. 2002 |
|  |                                    |

|  | Bolidophyceae Guillou & Chretiennot-Dinet 1999   |
|  |                                                  |
|  | Bacillariophyceae – Silikatne alge Dangeard 1933 |
|  |                                                  |

|  | \| \| Xanthophyceae – žutozelene alge Allorge ex Fritsch 1935 \| \| \| \| \| \| Chrysoparadoxophyceae Wetherbee et al. 2019 \| \| \| \| |
|  | |
|  | Phaeosacciophyceae R.A.Andersen, L.Graf & H.S.Yoon 2020                                                                                 |
|  | |
|  | Xanthophyceae – žutozelene alge Allorge ex Fritsch 1935                                                                                 |
|  | |
|  | Chrysoparadoxophyceae Wetherbee et al. 2019                                                                                             |
|  | |

|  | Xanthophyceae – žutozelene alge Allorge ex Fritsch 1935 |
|  |                                                         |
|  | Chrysoparadoxophyceae Wetherbee et al. 2019             |
|  |                                                         |

|  | Schizocladiophyceae Henry, Okuda & Kawai 2003 |
|  |                                               |
|  | Phaeophyceae – smeđe alge Kjellman 1891       |
|  |                                               |

|  | \| \| Xanthophyceae – žutozelene alge Allorge ex Fritsch 1935 \| \| \| \| \| \| Chrysoparadoxophyceae Wetherbee et al. 2019 \| \| \| \| |
|  | |
|  | Phaeosacciophyceae R.A.Andersen, L.Graf & H.S.Yoon 2020                                                                                 |
|  | |
|  | Xanthophyceae – žutozelene alge Allorge ex Fritsch 1935                                                                                 |
|  | |
|  | Chrysoparadoxophyceae Wetherbee et al. 2019                                                                                             |
|  | |

|  | Xanthophyceae – žutozelene alge Allorge ex Fritsch 1935 |
|  |                                                         |
|  | Chrysoparadoxophyceae Wetherbee et al. 2019             |
|  |                                                         |

|  | Schizocladiophyceae Henry, Okuda & Kawai 2003 |
|  |                                               |
|  | Phaeophyceae – smeđe alge Kjellman 1891       |
|  |                                               |

|  | \| \| Xanthophyceae – žutozelene alge Allorge ex Fritsch 1935 \| \| \| \| \| \| Chrysoparadoxophyceae Wetherbee et al. 2019 \| \| \| \| |
|  | |
|  | Phaeosacciophyceae R.A.Andersen, L.Graf & H.S.Yoon 2020                                                                                 |
|  | |
|  | Xanthophyceae – žutozelene alge Allorge ex Fritsch 1935                                                                                 |
|  | |
|  | Chrysoparadoxophyceae Wetherbee et al. 2019                                                                                             |
|  | |

|  | Xanthophyceae – žutozelene alge Allorge ex Fritsch 1935 |
|  |                                                         |
|  | Chrysoparadoxophyceae Wetherbee et al. 2019             |
|  |                                                         |

|  | Schizocladiophyceae Henry, Okuda & Kawai 2003 |
|  |                                               |
|  | Phaeophyceae – smeđe alge Kjellman 1891       |
|  |                                               |

|  | \| \| Xanthophyceae – žutozelene alge Allorge ex Fritsch 1935 \| \| \| \| \| \| Chrysoparadoxophyceae Wetherbee et al. 2019 \| \| \| \| |
|  | |
|  | Phaeosacciophyceae R.A.Andersen, L.Graf & H.S.Yoon 2020                                                                                 |
|  | |
|  | Xanthophyceae – žutozelene alge Allorge ex Fritsch 1935                                                                                 |
|  | |
|  | Chrysoparadoxophyceae Wetherbee et al. 2019                                                                                             |
|  | |

|  | Xanthophyceae – žutozelene alge Allorge ex Fritsch 1935 |
|  |                                                         |
|  | Chrysoparadoxophyceae Wetherbee et al. 2019             |
|  |                                                         |

|  | Schizocladiophyceae Henry, Okuda & Kawai 2003 |
|  |                                               |
|  | Phaeophyceae – smeđe alge Kjellman 1891       |
|  |                                               |

|  | \| \| Xanthophyceae – žutozelene alge Allorge ex Fritsch 1935 \| \| \| \| \| \| Chrysoparadoxophyceae Wetherbee et al. 2019 \| \| \| \| |
|  | |
|  | Phaeosacciophyceae R.A.Andersen, L.Graf & H.S.Yoon 2020                                                                                 |
|  | |
|  | Xanthophyceae – žutozelene alge Allorge ex Fritsch 1935                                                                                 |
|  | |
|  | Chrysoparadoxophyceae Wetherbee et al. 2019                                                                                             |
|  | |

|  | Xanthophyceae – žutozelene alge Allorge ex Fritsch 1935 |
|  |                                                         |
|  | Chrysoparadoxophyceae Wetherbee et al. 2019             |
|  |                                                         |

|  | Schizocladiophyceae Henry, Okuda & Kawai 2003 |
|  |                                               |
|  | Phaeophyceae – smeđe alge Kjellman 1891       |
|  |                                               |

|  | \| \| Xanthophyceae – žutozelene alge Allorge ex Fritsch 1935 \| \| \| \| \| \| Chrysoparadoxophyceae Wetherbee et al. 2019 \| \| \| \| |
|  | |
|  | Phaeosacciophyceae R.A.Andersen, L.Graf & H.S.Yoon 2020                                                                                 |
|  | |
|  | Xanthophyceae – žutozelene alge Allorge ex Fritsch 1935                                                                                 |
|  | |
|  | Chrysoparadoxophyceae Wetherbee et al. 2019                                                                                             |
|  | |

|  | Xanthophyceae – žutozelene alge Allorge ex Fritsch 1935 |
|  |                                                         |
|  | Chrysoparadoxophyceae Wetherbee et al. 2019             |
|  |                                                         |

|  | Schizocladiophyceae Henry, Okuda & Kawai 2003 |
|  |                                               |
|  | Phaeophyceae – smeđe alge Kjellman 1891       |
|  |                                               |

|  | \| \| Xanthophyceae – žutozelene alge Allorge ex Fritsch 1935 \| \| \| \| \| \| Chrysoparadoxophyceae Wetherbee et al. 2019 \| \| \| \| |
|  | |
|  | Phaeosacciophyceae R.A.Andersen, L.Graf & H.S.Yoon 2020                                                                                 |
|  | |
|  | Xanthophyceae – žutozelene alge Allorge ex Fritsch 1935                                                                                 |
|  | |
|  | Chrysoparadoxophyceae Wetherbee et al. 2019                                                                                             |
|  | |

|  | Xanthophyceae – žutozelene alge Allorge ex Fritsch 1935 |
|  |                                                         |
|  | Chrysoparadoxophyceae Wetherbee et al. 2019             |
|  |                                                         |

|  | Schizocladiophyceae Henry, Okuda & Kawai 2003 |
|  |                                               |
|  | Phaeophyceae – smeđe alge Kjellman 1891       |
|  |                                               |

|  | \| \| Xanthophyceae – žutozelene alge Allorge ex Fritsch 1935 \| \| \| \| \| \| Chrysoparadoxophyceae Wetherbee et al. 2019 \| \| \| \| |
|  | |
|  | Phaeosacciophyceae R.A.Andersen, L.Graf & H.S.Yoon 2020                                                                                 |
|  | |
|  | Xanthophyceae – žutozelene alge Allorge ex Fritsch 1935                                                                                 |
|  | |
|  | Chrysoparadoxophyceae Wetherbee et al. 2019                                                                                             |
|  | |

|  | Xanthophyceae – žutozelene alge Allorge ex Fritsch 1935 |
|  |                                                         |
|  | Chrysoparadoxophyceae Wetherbee et al. 2019             |
|  |                                                         |

|  | Schizocladiophyceae Henry, Okuda & Kawai 2003 |
|  |                                               |
|  | Phaeophyceae – smeđe alge Kjellman 1891       |
|  |                                               |

|  | \| \| Chrysophyceae – zlatne alge Pascher 1914 \| \| \| \| \| \| Synchromophyceae Horn et al. 2007 \| \| \| \| |
|  | |
|  | Eustigmatophyceae Hibberd & Leedale 1971                                                                       |
|  | |
|  | Chrysophyceae – zlatne alge Pascher 1914                                                                       |
|  | |
|  | Synchromophyceae Horn et al. 2007                                                                              |
|  | |

|  | Chrysophyceae – zlatne alge Pascher 1914 |
|  |                                          |
|  | Synchromophyceae Horn et al. 2007        |
|  |                                          |

|  | \| \| Chrysophyceae – zlatne alge Pascher 1914 \| \| \| \| \| \| Synchromophyceae Horn et al. 2007 \| \| \| \| |
|  | |
|  | Eustigmatophyceae Hibberd & Leedale 1971                                                                       |
|  | |
|  | Chrysophyceae – zlatne alge Pascher 1914                                                                       |
|  | |
|  | Synchromophyceae Horn et al. 2007                                                                              |
|  | |

|  | Chrysophyceae – zlatne alge Pascher 1914 |
|  |                                          |
|  | Synchromophyceae Horn et al. 2007        |
|  |                                          |

|  | \| \| Xanthophyceae – žutozelene alge Allorge ex Fritsch 1935 \| \| \| \| \| \| Chrysoparadoxophyceae Wetherbee et al. 2019 \| \| \| \| |
|  | |
|  | Phaeosacciophyceae R.A.Andersen, L.Graf & H.S.Yoon 2020                                                                                 |
|  | |
|  | Xanthophyceae – žutozelene alge Allorge ex Fritsch 1935                                                                                 |
|  | |
|  | Chrysoparadoxophyceae Wetherbee et al. 2019                                                                                             |
|  | |

|  | Xanthophyceae – žutozelene alge Allorge ex Fritsch 1935 |
|  |                                                         |
|  | Chrysoparadoxophyceae Wetherbee et al. 2019             |
|  |                                                         |

|  | Schizocladiophyceae Henry, Okuda & Kawai 2003 |
|  |                                               |
|  | Phaeophyceae – smeđe alge Kjellman 1891       |
|  |                                               |

|  | \| \| Xanthophyceae – žutozelene alge Allorge ex Fritsch 1935 \| \| \| \| \| \| Chrysoparadoxophyceae Wetherbee et al. 2019 \| \| \| \| |
|  | |
|  | Phaeosacciophyceae R.A.Andersen, L.Graf & H.S.Yoon 2020                                                                                 |
|  | |
|  | Xanthophyceae – žutozelene alge Allorge ex Fritsch 1935                                                                                 |
|  | |
|  | Chrysoparadoxophyceae Wetherbee et al. 2019                                                                                             |
|  | |

|  | Xanthophyceae – žutozelene alge Allorge ex Fritsch 1935 |
|  |                                                         |
|  | Chrysoparadoxophyceae Wetherbee et al. 2019             |
|  |                                                         |

|  | Schizocladiophyceae Henry, Okuda & Kawai 2003 |
|  |                                               |
|  | Phaeophyceae – smeđe alge Kjellman 1891       |
|  |                                               |

|  | \| \| Xanthophyceae – žutozelene alge Allorge ex Fritsch 1935 \| \| \| \| \| \| Chrysoparadoxophyceae Wetherbee et al. 2019 \| \| \| \| |
|  | |
|  | Phaeosacciophyceae R.A.Andersen, L.Graf & H.S.Yoon 2020                                                                                 |
|  | |
|  | Xanthophyceae – žutozelene alge Allorge ex Fritsch 1935                                                                                 |
|  | |
|  | Chrysoparadoxophyceae Wetherbee et al. 2019                                                                                             |
|  | |

|  | Xanthophyceae – žutozelene alge Allorge ex Fritsch 1935 |
|  |                                                         |
|  | Chrysoparadoxophyceae Wetherbee et al. 2019             |
|  |                                                         |

|  | Schizocladiophyceae Henry, Okuda & Kawai 2003 |
|  |                                               |
|  | Phaeophyceae – smeđe alge Kjellman 1891       |
|  |                                               |

|  | \| \| Xanthophyceae – žutozelene alge Allorge ex Fritsch 1935 \| \| \| \| \| \| Chrysoparadoxophyceae Wetherbee et al. 2019 \| \| \| \| |
|  | |
|  | Phaeosacciophyceae R.A.Andersen, L.Graf & H.S.Yoon 2020                                                                                 |
|  | |
|  | Xanthophyceae – žutozelene alge Allorge ex Fritsch 1935                                                                                 |
|  | |
|  | Chrysoparadoxophyceae Wetherbee et al. 2019                                                                                             |
|  | |

|  | Xanthophyceae – žutozelene alge Allorge ex Fritsch 1935 |
|  |                                                         |
|  | Chrysoparadoxophyceae Wetherbee et al. 2019             |
|  |                                                         |

|  | Schizocladiophyceae Henry, Okuda & Kawai 2003 |
|  |                                               |
|  | Phaeophyceae – smeđe alge Kjellman 1891       |
|  |                                               |

|  | \| \| Xanthophyceae – žutozelene alge Allorge ex Fritsch 1935 \| \| \| \| \| \| Chrysoparadoxophyceae Wetherbee et al. 2019 \| \| \| \| |
|  | |
|  | Phaeosacciophyceae R.A.Andersen, L.Graf & H.S.Yoon 2020                                                                                 |
|  | |
|  | Xanthophyceae – žutozelene alge Allorge ex Fritsch 1935                                                                                 |
|  | |
|  | Chrysoparadoxophyceae Wetherbee et al. 2019                                                                                             |
|  | |

|  | Xanthophyceae – žutozelene alge Allorge ex Fritsch 1935 |
|  |                                                         |
|  | Chrysoparadoxophyceae Wetherbee et al. 2019             |
|  |                                                         |

|  | Schizocladiophyceae Henry, Okuda & Kawai 2003 |
|  |                                               |
|  | Phaeophyceae – smeđe alge Kjellman 1891       |
|  |                                               |

|  | \| \| Xanthophyceae – žutozelene alge Allorge ex Fritsch 1935 \| \| \| \| \| \| Chrysoparadoxophyceae Wetherbee et al. 2019 \| \| \| \| |
|  | |
|  | Phaeosacciophyceae R.A.Andersen, L.Graf & H.S.Yoon 2020                                                                                 |
|  | |
|  | Xanthophyceae – žutozelene alge Allorge ex Fritsch 1935                                                                                 |
|  | |
|  | Chrysoparadoxophyceae Wetherbee et al. 2019                                                                                             |
|  | |

|  | Xanthophyceae – žutozelene alge Allorge ex Fritsch 1935 |
|  |                                                         |
|  | Chrysoparadoxophyceae Wetherbee et al. 2019             |
|  |                                                         |

|  | Schizocladiophyceae Henry, Okuda & Kawai 2003 |
|  |                                               |
|  | Phaeophyceae – smeđe alge Kjellman 1891       |
|  |                                               |

|  | \| \| Xanthophyceae – žutozelene alge Allorge ex Fritsch 1935 \| \| \| \| \| \| Chrysoparadoxophyceae Wetherbee et al. 2019 \| \| \| \| |
|  | |
|  | Phaeosacciophyceae R.A.Andersen, L.Graf & H.S.Yoon 2020                                                                                 |
|  | |
|  | Xanthophyceae – žutozelene alge Allorge ex Fritsch 1935                                                                                 |
|  | |
|  | Chrysoparadoxophyceae Wetherbee et al. 2019                                                                                             |
|  | |

|  | Xanthophyceae – žutozelene alge Allorge ex Fritsch 1935 |
|  |                                                         |
|  | Chrysoparadoxophyceae Wetherbee et al. 2019             |
|  |                                                         |

|  | Schizocladiophyceae Henry, Okuda & Kawai 2003 |
|  |                                               |
|  | Phaeophyceae – smeđe alge Kjellman 1891       |
|  |                                               |

|  | \| \| Xanthophyceae – žutozelene alge Allorge ex Fritsch 1935 \| \| \| \| \| \| Chrysoparadoxophyceae Wetherbee et al. 2019 \| \| \| \| |
|  | |
|  | Phaeosacciophyceae R.A.Andersen, L.Graf & H.S.Yoon 2020                                                                                 |
|  | |
|  | Xanthophyceae – žutozelene alge Allorge ex Fritsch 1935                                                                                 |
|  | |
|  | Chrysoparadoxophyceae Wetherbee et al. 2019                                                                                             |
|  | |

|  | Xanthophyceae – žutozelene alge Allorge ex Fritsch 1935 |
|  |                                                         |
|  | Chrysoparadoxophyceae Wetherbee et al. 2019             |
|  |                                                         |

|  | Schizocladiophyceae Henry, Okuda & Kawai 2003 |
|  |                                               |
|  | Phaeophyceae – smeđe alge Kjellman 1891       |
|  |                                               |

|  | \| \| Chrysophyceae – zlatne alge Pascher 1914 \| \| \| \| \| \| Synchromophyceae Horn et al. 2007 \| \| \| \| |
|  | |
|  | Eustigmatophyceae Hibberd & Leedale 1971                                                                       |
|  | |
|  | Chrysophyceae – zlatne alge Pascher 1914                                                                       |
|  | |
|  | Synchromophyceae Horn et al. 2007                                                                              |
|  | |

|  | Chrysophyceae – zlatne alge Pascher 1914 |
|  |                                          |
|  | Synchromophyceae Horn et al. 2007        |
|  |                                          |

|  | \| \| Chrysophyceae – zlatne alge Pascher 1914 \| \| \| \| \| \| Synchromophyceae Horn et al. 2007 \| \| \| \| |
|  | |
|  | Eustigmatophyceae Hibberd & Leedale 1971                                                                       |
|  | |
|  | Chrysophyceae – zlatne alge Pascher 1914                                                                       |
|  | |
|  | Synchromophyceae Horn et al. 2007                                                                              |
|  | |

|  | Chrysophyceae – zlatne alge Pascher 1914 |
|  |                                          |
|  | Synchromophyceae Horn et al. 2007        |
|  |                                          |

|  | Dictyochophyceae Silva 1980        |
|  |                                    |
|  | Pinguiophyceae Kawachi et al. 2002 |
|  |                                    |

|  | Bolidophyceae Guillou & Chretiennot-Dinet 1999   |
|  |                                                  |
|  | Bacillariophyceae – Silikatne alge Dangeard 1933 |
|  |                                                  |

|  | Dictyochophyceae Silva 1980        |
|  |                                    |
|  | Pinguiophyceae Kawachi et al. 2002 |
|  |                                    |

|  | Bolidophyceae Guillou & Chretiennot-Dinet 1999   |
|  |                                                  |
|  | Bacillariophyceae – Silikatne alge Dangeard 1933 |
|  |                                                  |

Verovatna sestrinska klada Ochrophyta/Ochrophytina je Actinophryidae, prvobitno klasifikovana kao heliozoanski protisti.